# Jean Linard (général)
Pour les articles homonymes, voir Linard (homonymie).
Jean Linard, né le 7 octobre 1871 à Limoges et mort le 25 novembre 1952  à Paris, est un général français.
Polytechnicien, il est, à partir du 24 juin 1918, chef d’état-major de la  mission militaire française près l’Armée américaine et adjoint du général Ragueneau, chef de la mission. Le 17 août, colonel, il est nommé par Pétain chef de la mission.
Il est décoré en 1919 de la Distinguished Service Medal pour son rôle auprès de l’American Expeditionary Forces (AEF) en 1918,.
Il commande l'artillerie de la 14e région militaire puis la 17e région militaire à Toulouse à partir de 1931.

## La circulaire Linard

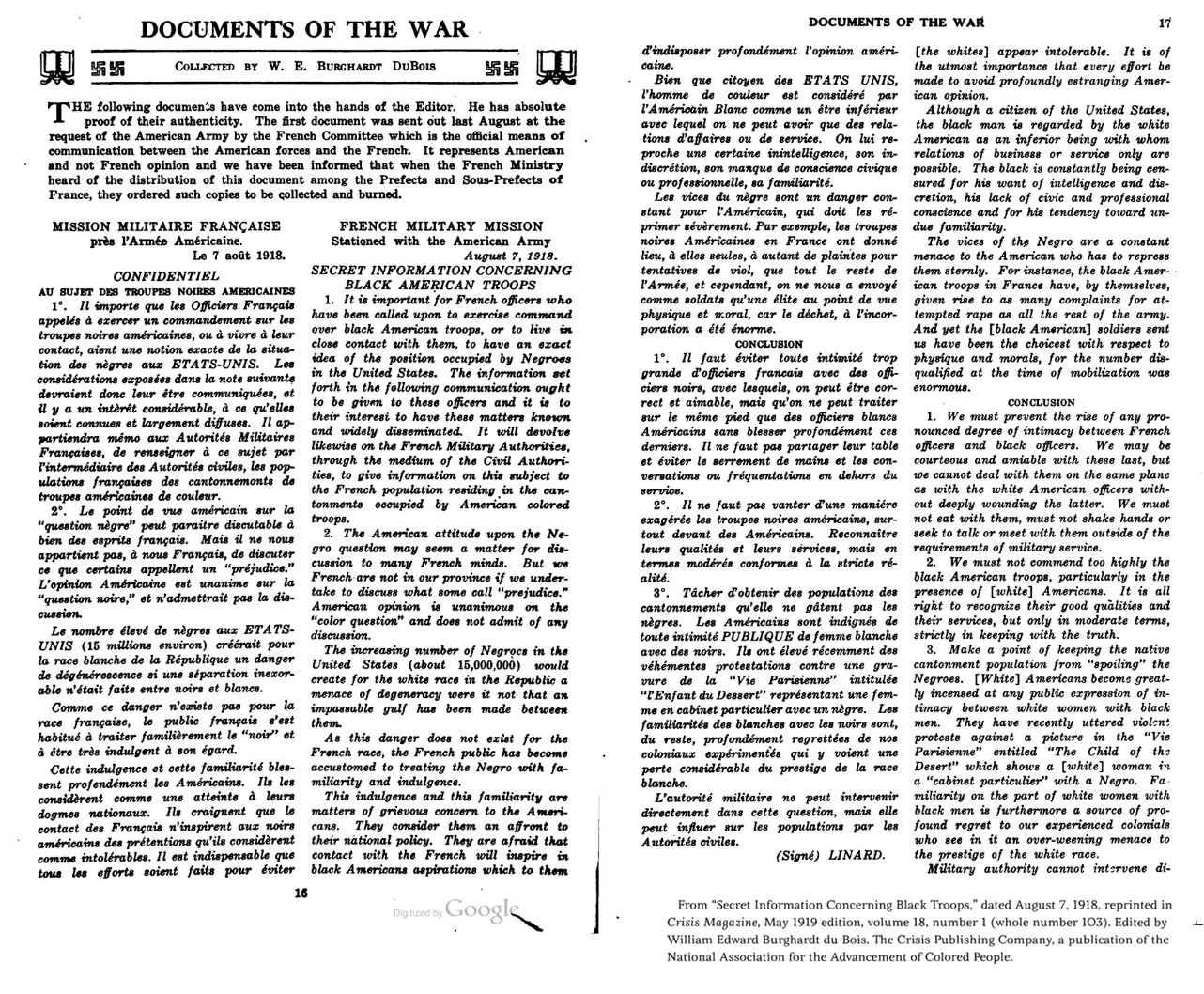
Linard, Mission militaire française près l’Armée Américaine - Au sujet des troupes noires américaines, (dit Circulaire Linard), le 7 août 1918.

À la demande des Américains, il est le signataire d'une note confidentielle le 7 août 1918, qui devient ensuite la « circulaire Linard », prônant le traitement raciste des afro-américains venus en France combattre pendant la Grande Guerre. Cette circulaire fait suite à l’intégration de deux régiments, le 371e et le 372e régiment d'infanterie américain, de la 93e division d’infanterie américaine, dans la 157e division d'infanterie  de l’armée française sans discrimination, ce qui provoque la « consternation des hauts responsables militaires américains »,.
Le 16 août, le général Vidalon annonce l’annulation de la note et demande que soient renvoyés sous pli confidentiel tous les exemplaires au bureau spécial franco-américain.

## Décorations
- Commandeur de la Légion d'honneur
- Croix de guerre 1914–1918
- Army Distinguished Service Medal (États-Unis)